# Tono (humorista)
Antonio Lara de Gavilán, també conegut per Antonio de Lara, o sobretot com a Tono (Jaén, 22 de setembre de 1896 – Madrid, 4 de gener de 1978), va ser un rellevant humorista, dibuixant i escriptor espanyol pertanyent a la Generació del 27 o més exactament a la dita Una altra generació del 27.
Va treballar en diferents revistes humorístiques: Buen Humor, Gutiérrez (junt amb K-Hito), La Ametralladora, La Codorniz i Don José, entre moltes altres. Se'l coneix, a part de per l'humor gràfic publicat, contes i vinyetes, com a autor teatral. Les seves comèdies tenen un cert toc astracanesco, amb la influència (i tutela) de Ramón Gómez de la Serna, el ultraísmo i el surrealisme, amb una forta tendència a la subversió lingüística.

## Biografia
Antonio de Lara va néixer en Jaén, el 22 de setembre de 1896. Influït per Ramón Gómez de la Serna va compartir amb José López Rubio, Enrique Jardiel Poncela i Miguel Mihura la que s'ha dit Una altra generació del 27. Es va traslladar a Conca i després a València on fa els seus primers treballs periodístics. En 1912 va publicar alguns dibuixos en els setmanaris La Traca i El Guante Blanco.Tres anys després passa a formar part de la redacció del periòdic guipuscoà La voz de Guipúzcoa, però aviat s'establiria en Madrid on col·laborava amb els seus dibuixos, com a il·lustrador i portadista, en els setmanaris La Esfera, Nuevo Mundo, Mundo Gráfico i Buen Humor. Va ser llavors quan va adquirir el pseudònim de Tono.
En 1919 va debutar com a dramaturg en estrenar la revista teatral Sueño de opio al teatre Petit Casino de Madrid. Aquesta obra l'havia escrit en col·laboració amb José Zamora i Tomás Pellicer. L'obra té un aire decididament avantguardista .No va escriure molt més durant els següents anys. La seva producció es va centrar en la creació artística i humorística adquirint reconeixement internacional.
En 1924 es trasllada a París (França), on residirà fins a 1930, i on pren contacte amb les modernes tendències artístiques i coneix Luis Buñuel amb el qual faria amistat. Entre les cobertes que va realitzar destaquen les de Bazar, el 1928, de Samuel Ros i El muerto, su adulterio y la ironía, d'Antoniorrobles, el 1929. Col·laborà a les revistes franceses Candide, Ric et Rac, Paris Soir, The Boulevardier, La Rire. Allí es va casar amb Leonor Ornstein Trapote amb la que va tenir una filla, Ana Rosa.
Va abandonar París per a anar a Hollywood, Califòrnia (els EUA) on va estar fins a juny de 1931 fent treballs d'escenografia. Allí es va convertir en el guionista millor pagat, ja que li van pagar 10.000 dòlars gràcies a un sol acudit. De tornada a Espanya va col·laborar en la revista Algo i en periòdics i revistes com a Crònica a més de col·laborar en els estudis cinematogràfics Chamartín.
Durant la Guerra Civil va fundar al Sant Sebastià franquista i amb Miguel Mihura, el setmanari humorístic La Ametralladora alhora que col·laborava amb Unidad (revista, articles) i a Vértice s'encarrega de la direcció artística.
Durant el període bèl·lic la seva col·laboració amb Mihura és molt gran, escriuen i estrenen diverses obres de teatre, com Ni pobre ni rico, sino todo lo contrario, de la que se'n farà una pel·lícula, i Un bigote para dos. En 1941 La Ametralladora donaria pas a La Codorniz, que coneixeria una immensa popularitat. Aquest mateix any funda la revista Cámara.
Col·laborà en revistes i periòdics com Semana, Blanco y Negro, Arriba i ABC urant els anys quaranta i la seva producció literària, sobretot la teatral s'incrementa. Va rebre premi el «Mingote» el 1968 i a l'any següent el premi «Paleta Agromán». En 1975 va rebre el premi «Olivo de Oro».
El 4 de gener de 1978 va morir en Madrid per una infecció respiratòria, quatre mesos després del seu gran amic Mihura.

## La seva obra
La seva obra com a dibuixant és immensa. Les seves col·laboracions en revistes i periòdics van ser molt nombroses així com les revistes en les quals va participar en la seva fundació. Entre la seva obra de «ploma» destaquen:

### Teatre
- Sueño de opio, 1919.
- Ni pobre ni rico, sino todo lo contrario, escrita el 1937 en col·laboració amb Mihura i estrenada el 1943.
- Hoy como ayer, escrita en col·laboració amb Enrique Llovet.
- María de la Hoz, escrita en col·laboració amb Mihura el 1939 i estrenada el 1943.
- Rebeco, escrita el 1940 i estrenada el 1944.
- Exámenes (peça breu), 1944.
- Guillermo Hotel, 1945.
- Don Pío descubre la primavera, escrita en col·laboració amb Enrique Llovet el 1946.
- Romeo y Julita Martínez, función con fantasma, 1946.
- Rato y medio de angustia, en colaboración con Mingote, 1947.
- Retorcimiento, 1947.
- Los mejores años de nuestra tía, escrita el 1948 en col·laboració amb Janos Vazsary.
- Retorcimiento, 1948.
- Cinco mujeres nada menos, 1948.
- Bárbara, una adaptació de l'obra de Michel Durand.
- Algo flota sobre Pepa, 1949.
- Francisca Alegre y Ole, 1949.
- Una noche en Miami, 1949.
- ¡Qué bollo es vivir!, 1950.
- El Gorrión, 1950.
- La viuda es sueño, en col·laboració amb Jorge Llopis, 1950.
- Tiíta Rufa, 1951.
- Las mil y una piernas, Piernas al Fontalba, 1952.
- El quinto pino, en colaboración con Manzanos, 1953.
- Federica de Bramante o Las florecillas del fango, en col·laboració amb Jorge Llopis, 1953.
- Al calor del tópico, revista musical, 1953.
- La tercera diversión, revista musical, 1953.
- La cura de amor, 1954.
- La verdad desnudita, 1955.
- Crimen pluscuamperfecto, 1956.
- Conchito, 1957.
- ¡Viva yo!, 1958, que es convertiria en Memorias de mi el 1966.
- Anastasio, 1958.
- Adán, Eva y Pepe, en col·laboració amb Edgar Neville, 1958.
- Umoristi del novecento, 1959.
- El marido la mujer y la muerte, 1959.
- La última opereta, en col·laboració amb Jorge Llopis, 1959.
- Historia de las cosas, en col·laboració amb Mingote, 1959.
- Sobre la vida esa, 1959.
- Al rico bombón, 1959.
- Eladio, en col·laboració amb Soriano de Andía, Jorge Llopis i Mingote, 1959.
- La última opereta, en col·laboració amb Jorge Llopis, 1960.
- Minouche, adaptació de La plume, de Pierre Barillet i Jean Pierre Gredy, 1960.
- El señor que las mataba callando, 1964.
- Pepsy, adaptació de l'obra de Pierrette Bruno, 1967.
- El requeté empleadísimo, 1972.

### Cinema
- Un bigote para dos, amb Mihura, 1940.
- Habitación para tres, director i guionista, escrita el 1947 y dirigida el 1951.
- Canción de medianoche, director, 1947.
- La quiniela, guionista, 1947.
- La pandilla de los once, guionista, 1961.
- Una americana en Buenos Aires, guionista, 1961.
- Adiós, cigüeña, adiós, guió i argument junt amb Manuel Summers, director, 1971.
- El chiste, intèrpret.
- Crónica, dibuixos, 1976.

### Novela
- Cien tonerías, recopilació.
- Automentirobiografía, il·lustrada <mb «monotonerías», 1949.
- Cuando yo me llamaba Harry, novel·la americana, 1953.
- Diario de un niño tonto, 1949.
- Romeo y Julita, basada en l'obra teatral Romeo y Julita Martínez, función con fantasma, 19...
- Memorias de mí, 1966.
- Memorias de un niño tonto, 1981 (pòstuma).

## Premis
- En 1954 va ser guardonat amb la Medalla del Cercle d'Escriptors Cinematogràfics al millor guió per la seva labor a Tres eran tres.[1]